# 박상은 피살 사건
박상은 피살 사건은 1981년 9월 21일 부산산업대학 학생인 20대 여대생 박상은씨가 대한민국 서울 강동구(현 송파구) 신천동 잠실장미아파트 오빠집에 왔다가 외출 후 강남구 삼성동에서 피살되어 야적장에서 발견된 살인사건이다. 야적장을 관리하는 업체에서 일하는 20대 노동자의 신고로 시신이 발견되어, 경찰은 장모 군을 범인으로 지목했다가 풀려났다. 대신 검찰은 피해자와 해외 어학연수에서 만난 인하대학교 학생인 정씨를 범인으로 보고 기소했다. 정씨는 이전에 피의자로 지목된 장씨가 고문당한 것을 알고 있는 상태에서 자신은 물리적 고문을 당하진 않았으나 밤샘 조사 등의 강압에 따라 허위 자백한 것이라며, 무죄를 주장하였다. 법원은 의심가나 확증이 없으며, 자백은 증거 능력이 없다며 무죄를 선고했다. 이후 범인이 잡히지 않아 미제가 되었다.